# Cyrtandra filisecta
Cyrtandra filisecta là một loài thực vật có hoa trong họ Tai voi. Loài này được B.L.Burtt mô tả khoa học đầu tiên năm 2004.